# Miguel Arteche
Miguel Arteche Salinas (nacido Miguel Salinas Arteche; Nueva Imperial, 4 de junio de 1926-Santiago, 22 de julio de 2012) fue un escritor chileno, perteneciente a la generación literaria de 1950, que destacó especialmente en poesía. Recibió el Premio Nacional de Literatura en 1996.

## Biografía
Hijo de Luis Osvaldo Salinas Adrián e Isabel Arteche Bahíllo, su infancia estuvo marcada por la "prematura muerte de su padre y la impronta imborrable de su tío sacerdote don Gonzalo Arteche Bahíllo, quien posee una importante biblioteca donde el joven Miguel inicia sus primeras lecturas poéticas, claramente influenciado por la literatura española de los Siglos de Oro y, más tarde, por la poesía" de la generación del 27.
Estudió en el Liceo de Los Ángeles y luego en el Instituto Nacional de Santiago. Ingresó a la carrera de derecho en la Universidad de Chile (1945-1946), pero la abandonó y más tarde viajó, becado, a estudiar literatura española en la de Madrid (1951-1953). 
Comenzó a escribir poesía durante su época estudiantil, concretamente en Quintero, en las vacaciones de verano de 1945 e influenciado especialmente por Luis Cernuda. Cuatro años más tarde aparecerá su primer poemario, La invitación al olvido, claramente cernudiano, como el mismo Arteche ha reconocido (luego vendrá la influencia de Thomas Wolfe y otros). A partir de entonces y hasta su partida a España, publicará cada año un libro nuevo.
Además de estudiar literatura, allí participará en los I y II Congresos Internacionales de Poesía (Segovia, 1952 y Salamanca, 1953), viajará por España, el país de sus ancestros, y también por Francia, Bélgica, Italia y el norte de África, publicará, en 1953, su sexto poemario. Ese mismo año se casó con Ximena Garcés en Madrid, a quien había conocido en 1952 en la embajada chilena en Madrid. Pasarán la luna de miel en Ibiza y a lo largo de su unión tendrán siete hijos: Juan Miguel, Andrea, Rafael, Cristóbal, Isabel, Amparo e Ignacio.
De regreso en Chile continuó su colaboración con El Mercurio, que había comenzado en 1951, y empieza a escribir también para otros periódicos —Las Últimas Noticias y El Diario Ilustrado— y  revistas como Finis Terrae, Atenea y Ercilla. Se desempeña como secretario de Juan Gómez Millas, rector de la Universidad de Chile (1954) y como jefe de la biblioteca y archivo de  El Mercurio (1954-1964). 
En 1963 reemplazó al fallecido Eduardo Barrios como miembro de la Academia Chilena de la Lengua y al año siguiente debuta como narrador con La otra orilla, que tiene "una calurosa acogida por la crítica"; a esta novela la seguirán otras tres y dos libros de relatos. 
Bajo el gobierno democristiano de Eduardo Frei Montalva fue agregado cultural en España (1965-1970), y ese último año asumió el mismo cargo en la embajada de Chile en Honduras, país donde permaneció hasta 1971 ejerciendo al mismo tiempo como profesor visitante en la universidad. 
Durante la dictadura militar, Arteche fue una de las voces críticas con el general Pinochet y fundará talleres de poesía "que consiguen forjar un segmento de libertad para el intercambio y difusión de obras literarias y de ideas (Taller Altazor de la Biblioteca Nacional y Taller Nueve de Poesía, tal vez los primeros espacios de libre circulación en el Chile de esa época)".
El escritor, que venía firmando como Miguel Arteche y no Miguel Salinas, legalizó en 1972 la inversión de sus apellidos.
Arteche fue profesor de redacción en la Escuela de Periodismo de la Universidad Católica de Chile (1983-1993) y subdirector de la Dirección de Bibliotecas, Archivos y Museos entre 1990 y 1991.  
En 1996 fue galardonado con el Premio Nacional de Literatura de Chile.
Tras la publicación del libro Jardín de relojes en 2002, Arteche se retiró de la literatura.
Arteche era conocido por sus declaraciones polémicas sobre otros escritores y se le consideraba "uno de los más fuertes francotiradores de la literatura chilena". Así calificó de "peste" a la antipoesía de Nicanor Parra; dijo que Raúl Zurita no tenía oficio de poeta y como parte del jurado que dio a este el Premio Nacional, se negó a firmar el acta; al mismo galardón obtenido en 2002 por Volodia Teitelboim lo llamó El Premio Nacional de la Política.
Durante sus últimos años padeció arteritis temporal. Vivía con su esposa, Ximena Cortés, en La Reina. Falleció a los 86 años de edad debido a una insuficiencia respiratoria; fue sepultado en el Cementerio General de Santiago.

## Obras

### Poesía
- La invitación al olvido, 1947; descargable desde el portal Memoria Chilena
- Oda fúnebre, 1948
- Una nube, 1949
- El sur dormido, 1950
- Cantata del desterrado, 1951
- Solitario, mira hacia la ausencia, 1953
- Otro continente, 1957
- Quince poemas, Alerce, 1961[6]

- Destierros y tinieblas, 1963; descargable desde el portal Memoria Chilena
- De la ausencia a la noche, antología que reúne los tres poemarios anteriores, 1965
- Resta poética, 1966
- Para un tiempo tan breve, 1970
- Antología de veinte años, 1972
- Noches, 1976
- Cantata del pan y la sangre, 1980, 1981, 1986
- Variaciones alemanas, 1986
- Variaciones sobre versos de Karol Wojtyla, 1987
- Monólogo en la Torre, 1989
- Siete canciones, 1989
- Tercera antología, Corregidor, Buenos Aires, 1991
- Fénix de madrugada, 1975-1992; descargable desde el portal Memoria Chilena
- Antología cuarta, LOM, Santiago, 1996
- Poemas para nietos, 1996
- Para un tiempo tan breve, 1997
- Poesía y prosa, antología; prólogo, selección y notas de Andrés Morales, Editorial Universitaria, Santiago 2000
- Jardín de relojes, 2002; descargable desde el portal Memoria Chilena
- El café, 2004

### Novelas
- La otra orilla, 1964
- El Cristo hueco, 1969
- La disparatada vida de Félix Palissa, 1975
- El alfil negro, 1992, inédita

### Relatos
- Mapas del otro mundo, 1977
- Las naranjas del silencio, 1987

### Autobiografía
- Los ángeles de la provincia, 1975
- ¿Quién soy?, 1976; descargable desde el portal Memoria Chilena

### Ensayos
- Notas para la vieja y la nueva poesía chilena, 1958
- La extrañeza de ser americano, 1962
- Discurso de incorporación a la Academia Chilena de la Lengua, 1965
- El extraño caso de Gabriela Mistral, 1968
- Tres visiones de Carlos Droguett, 1971
- Alfonso Calderón o cuarenta años después', 1978
- Llaves para la poesía, 1984
- Algunos de mis fantasmas, 1985
- Algo acerca de la experiencia poética, 1988
- La crítica poética y el crítico único, 1988
- Exposición sobre un taller de poesía, 1988
- La fuente dividida de Gabriela Mistral, 1989
- El nombre perdido y buscado en América, 1989
- Cómo leer un poema, 1989
- Gabriela Mistral: seis o siete materias alucinadas, 1989
- Escribir como niño para niños, 1990
- De modo inseguro y problemático, 1990
- Los coléricos hijos de Dámaso Alonso, 1990
- Algunos aprendices de brujo, 1989
- Palabras en Alberti, 1991

## Premios
- Premio de la Alianza de Intelectuales 1949
- Premio de la Federación de Estudiantes de la Universidad de Concepción 1950
- Premio Municipal de Literatura de Santiago 1951, categoría Poesía, por El sur dormido (ex aequo con Claudio Solar)
- Premio Alerce 1960
- Premio Municipal de Literatura de Santiago 1964, categoría Poesía, por Destierros y tinieblas
- Premio Libro de Oro de Poesía 1977
- Premio Municipal de Literatura de Santiago 1977, categoría Poesía, por Noches
- Premio del Instituto Goethe de Santiago 1979
- Finalista del Premio Nacional de Novela 1992 de la Editorial Andrés Bello con El alfil negro
- Premio Mejores Obras Literarias Publicadas 1995 por Fénix de madrugada (Consejo Nacional del Libro y la Lectura)
- Premio Nacional de Literatura 1996